# 남반구 광역 감마선 관측소
남반구 광역 감마선 관측소 ( SWGO )는 남아메리카에 건설될 감마선 관측소이다. 이는 지구 대기 로 유입되는 감마선에 의해 발생하는 공기 샤워 입자를 감지하도록 설계되었다.
SWGO 협력단에는 아르헨티나, 브라질, 볼리비아, 칠레, 체코, 이탈리아, 독일, 멕시코, 페루, 포르투갈, 한국, 영국, 미국 출신의 100명 이상의 과학자가 참여한다.
SWGO는 남반구 하늘의 넓은 부분을 폭넓게 관측할 수 있는 최초의 고고도 감마선 관측소 가 될 것이다. 이는 HAWC, LHAASO 및 CTA 와 같은 현재 및 미래의 관측소들과 상호보완한다.
SWGO는 극한의 천체 물리학 현상을 밝히기 위한 전 세계 다중 메신저 연구에 동참할 것이다. 주요 연구 주제는 다음과 같다: 초신성 잔해, 활성 은하핵, 감마선 폭발 과 같은 은하계 및 은하계 외 가속기에 대한 연구; 표준 모형 이후의 물리학 테스트; 감마선 폭발 및 활동은하핵 플레어에 대한 모니터링 및 연구; 우주선 스펙트럼 측정.